# Parageron beijingensis
Parageron beijingensis är en tvåvingeart som beskrevs av Yang 1994. Parageron beijingensis ingår i släktet Parageron och familjen svävflugor.
Artens utbredningsområde är Beijing (Kina). Inga underarter finns listade i Catalogue of Life.